# Bahnhof Ishikari-Tōbetsu
Der Bahnhof Ishikari-Tōbetsu (jap. 石狩当別駅, Ishikari-Tōbetsu-eki) ist ein Bahnhof auf der japanischen Insel Hokkaidō. Er wird von der Bahngesellschaft JR Hokkaido betrieben und befindet sich in der Unterpräfektur Ishikari auf dem Gebiet der Stadt Tōbetsu.

## Verbindungen
Ishikari-Tōbetsu ist ein Durchgangsbahnhof und früherer Anschlussbahnhof an der Sasshō-Linie von Sapporo über Sōen nach Hokkaidō-Iryōdaigaku, die von der Gesellschaft JR Hokkaido betrieben wird. Nahverkehrszüge von und nach Sapporo fahren während der Hauptverkehrszeit ungefähr im 15-Minuten-Takt, sonst ca. alle 30 bis 60 Minuten. Bis 2020 verkehrten zwischen Ishikari-Tōbetsu und Urausu täglich sechs Zugpaare, darüber hinaus bis Shin-Totsukawa nur ein einziges.
Auf dem südlichen und nördlichen Bahnhofsvorplatz befinden sich Bushaltestellen, die von Stadtbuslinien bedient werden.

## Anlage
Der Bahnhof befindet sich im Stadtzentrum und ist von Westen nach Osten ausgerichtet. Er besitzt drei Gleise, die alle dem Personenverkehr dienen. Sie liegen am Hausbahnsteig und an einem Mittelbahnsteig. Das Empfangsgebäude weist die Form eines Reiterbahnhofs auf, der die Gleise überspannt. Obwohl der elektrifizierte Teil der Sasshō-Linie eine Station weiter bis zum Campus der medizinischen Universität (Hokkaidō-Iryōdaigaku) reicht, war Ishikari-Tōbetsu bis 2020 der Ausgangspunkt sämtlicher dieselbetriebenen Züge in den ländlichen Raum und somit ein Systemwechselbahnhof.

## Bilder

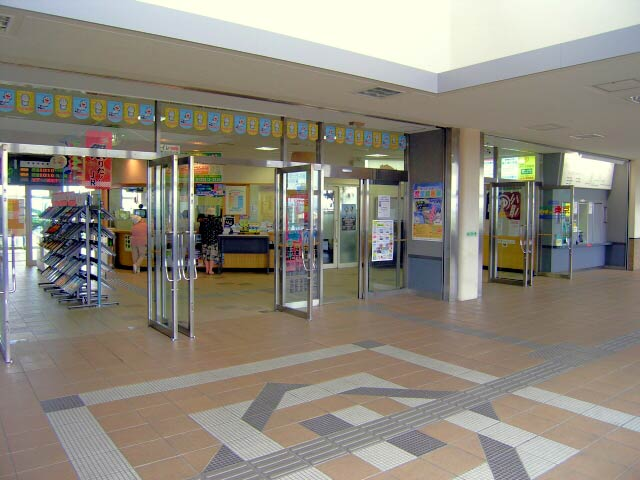
Eingangsbereich
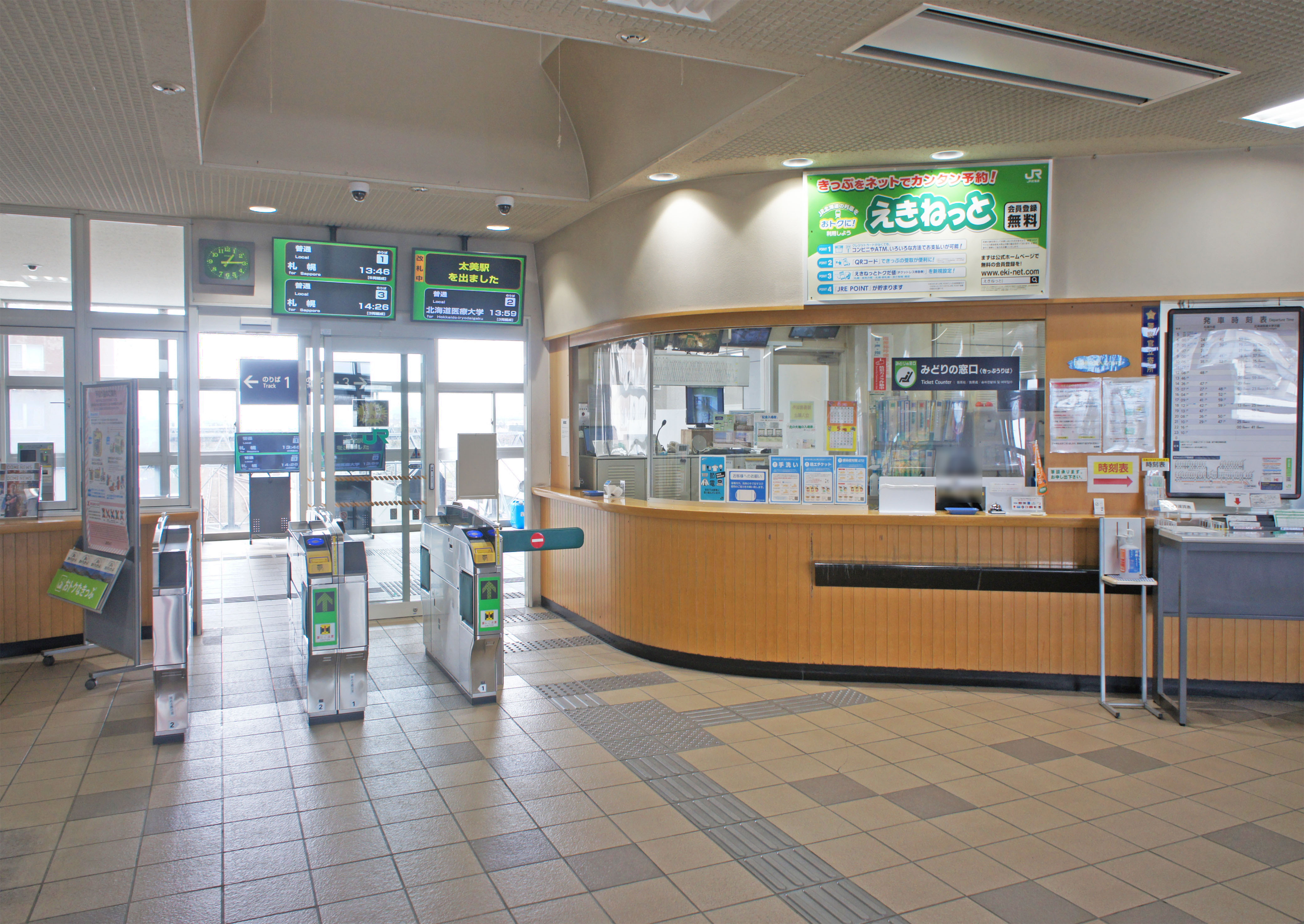
Schalterhalle
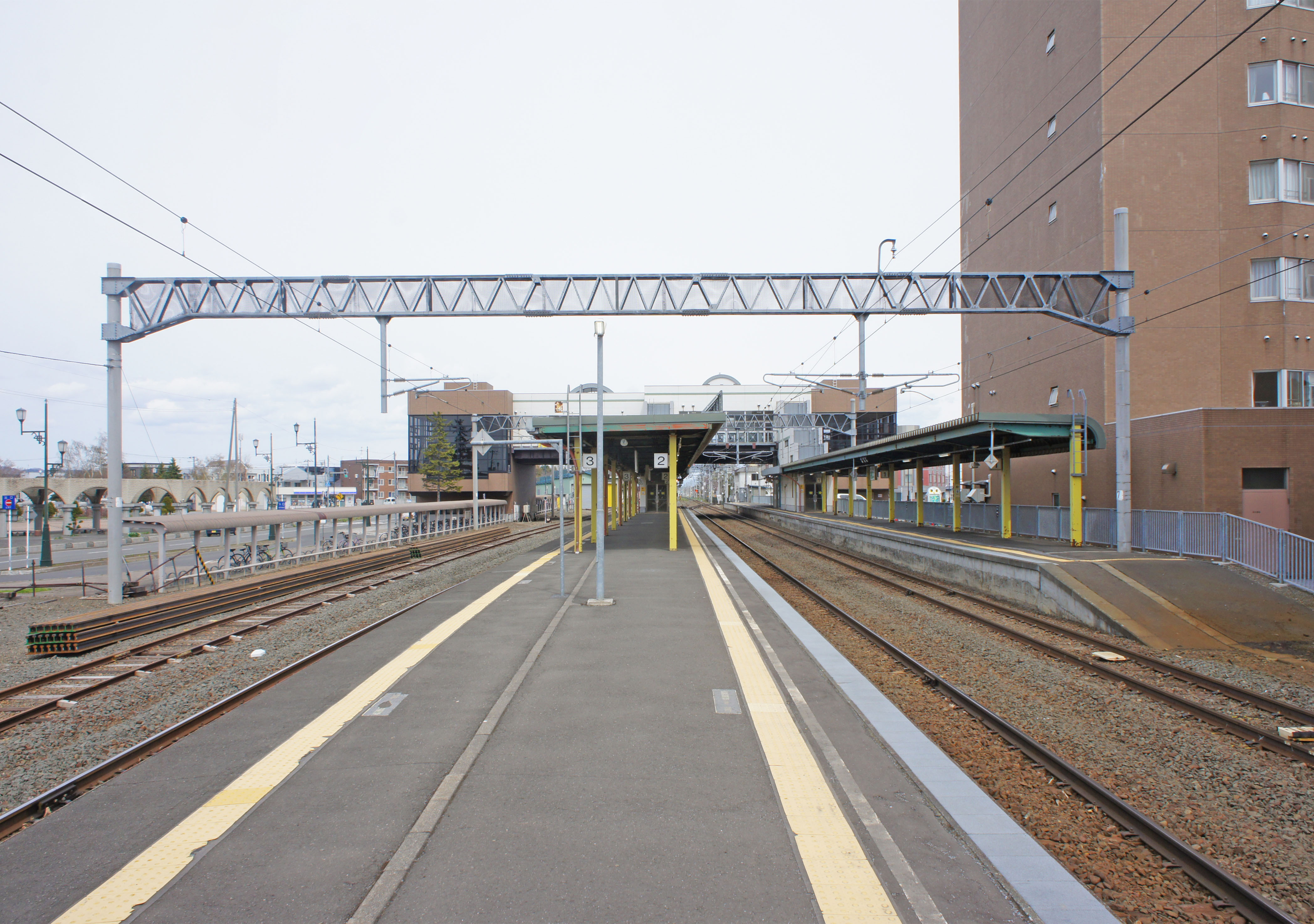
Bahnsteige
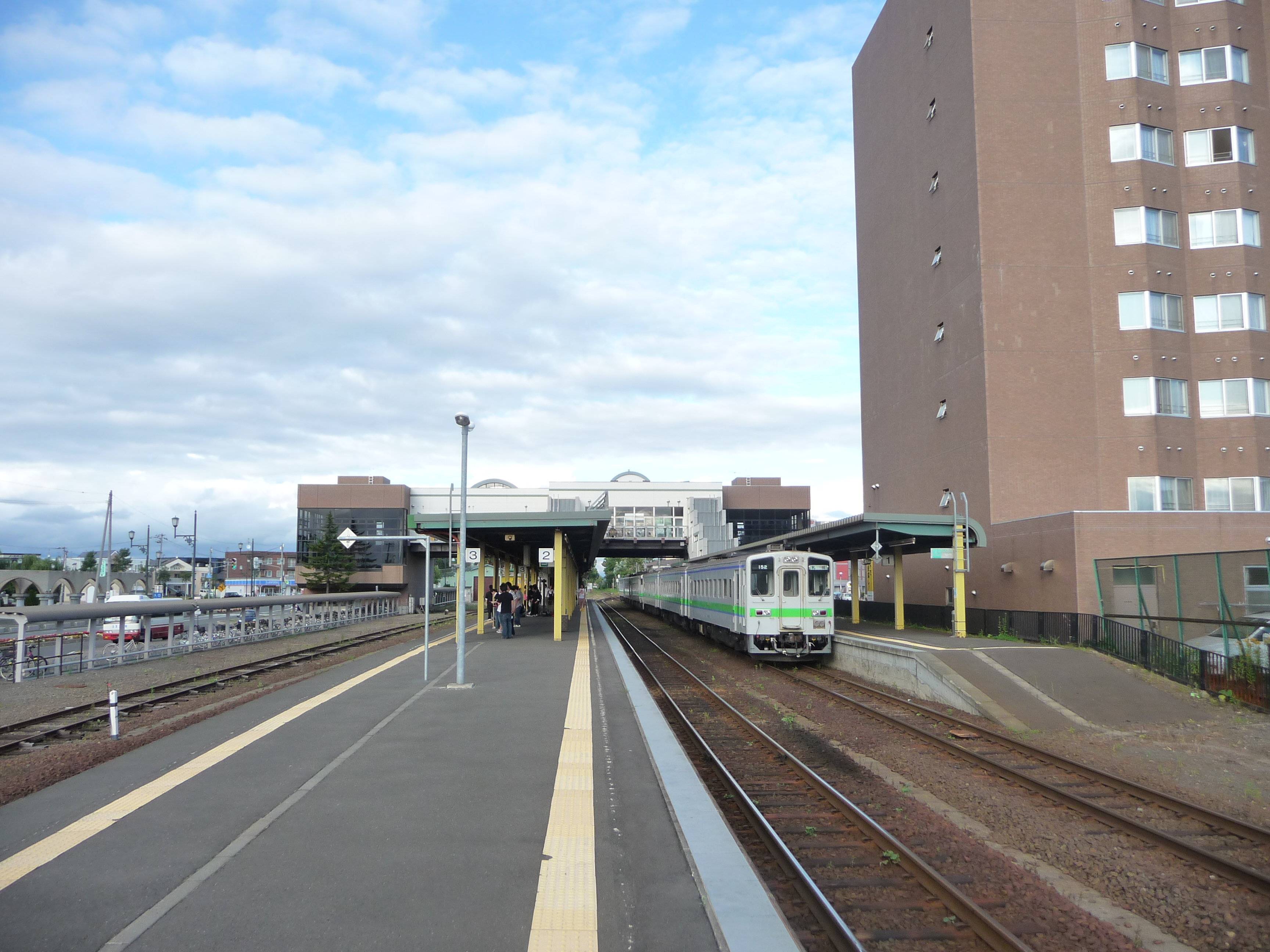
Bahnsteig vor der Elektrifizierung (August 2009)

## Gleise
| 1   | ▉ Sasshō-Linie | Sōen • Sapporo       |
| 2/3 | ▉ Sasshō-Linie | Hokkaidō-Iryōdaigaku |

## Linien
| Verlauf der Sasshō-Linie |
| --- |
| Sapporo • Sōen • Hachiken • Shinkawa • Shin-Kotoni • Taihei • Yurigahara • Shinoro • Takuhoku • Ainosato-Kyōikudai • Ainosato-Kōen • Ishikari-Futomi • Ishikari-Tōbetsu • Hokkaidō-Iryōdaigaku |

## Geschichte

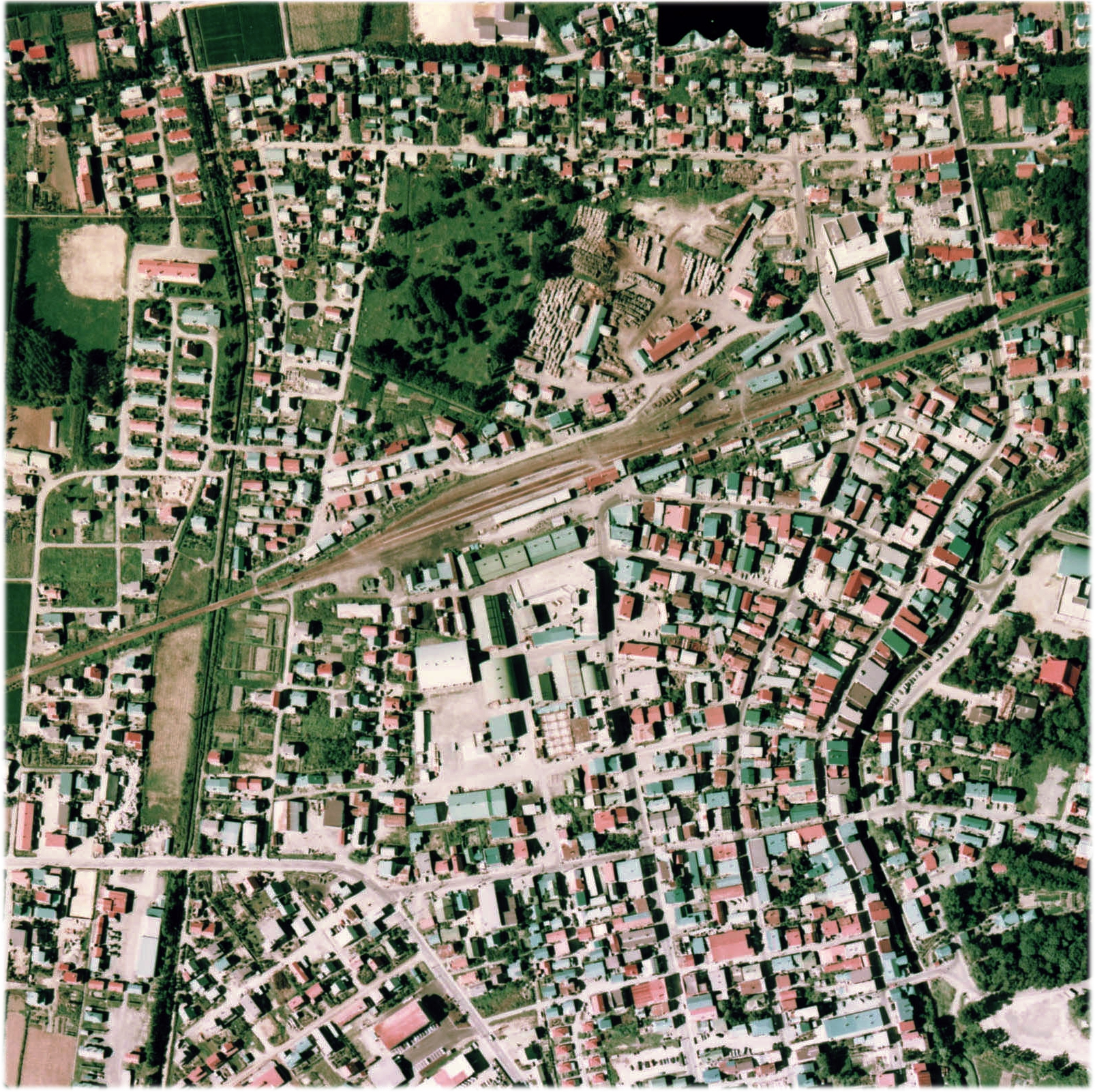
Luftansicht (1976)

Erstmals Anschluss ans Schienennetz erhielt Tōbetsu durch eine Kleinbahn: Die 11,3 km lange Strecke der Kōtō kidō (江当軌道) mit einer Spurweite von 762 mm verband die Stadt mit Ebetsu. Um die Baukosten zu senken, verzichtete man an den jeweiligen Enden auf die Überbrückung der Flüsse Tōbetsu-gawa bzw. Ishikari-gawa. Die von dampfbetriebenen Zügen befahrene Strecke wurde am 18. August 1927 eröffnet. Am 20. November 1934 eröffnete das Eisenbahnministerium den Abschnitt Sōen–Ishikari-Tōbetsu der Sasshō-Linie. Diese war am 3. Oktober 1935 mit der Inbetriebnahme des Abschnitts Ishikari-Tōbetsu–Urausu vollendet. Aufgrund der schnelleren und leistungsfähigeren Konkurrenz stellte die Kōtō kidō am 1. Mai 1936 ihren Betrieb ein.
Im Juni 1949 wurde der erste Abschnitt einer weiteren Kleinbahn eröffnet. Nach ihrer Vollendung im Jahr 1952 führte die Tōbetsu chōei kidō (当別町営軌道) vom Bahnhof Ishikari-Tōbetsu nach Ōbukuro. Die 31,5 km lange Strecke mit einer Spurweite von 762 mm erlitt am 26. September 1954 schwere Schäden durch den Taifun Marie. Diese waren derart groß, dass man auf eine Wiederinbetriebnahme verzichtete. Aus Kostengründen stellte die Japanische Staatsbahn am 1. Februar 1979 den Güterumschlag ein, am 1. Februar 1984 auch die Gepäckaufgabe. Im Rahmen der Staatsbahnprivatisierung ging der Bahnhof am 1. April 1987 in den Besitz der neuen Gesellschaft JR Hokkaido über. Das heutige Bahnhofsgebäude wurde im November 1994 fertiggestellt. Die Elektrifizierung des suburbanen Teils der Sasshō-Linie erfolgte am 1. Juni 2012. Die dieselbetriebenen Züge von Ishikari-Tōbetsu nach Shin-Totsukawa wurden am 17. April 2020 eingestellt.